# Caenolyda reticulata
Caenolyda reticulata är en stekelart som först beskrevs av Carl von Linné 1758.  Caenolyda reticulata ingår i släktet Caenolyda, och familjen spinnarsteklar. Enligt den finländska rödlistan är arten nära hotad i Finland. Arten är reproducerande i Sverige. Artens livsmiljö är andra solbelysta klippor.

## Bildgalleri

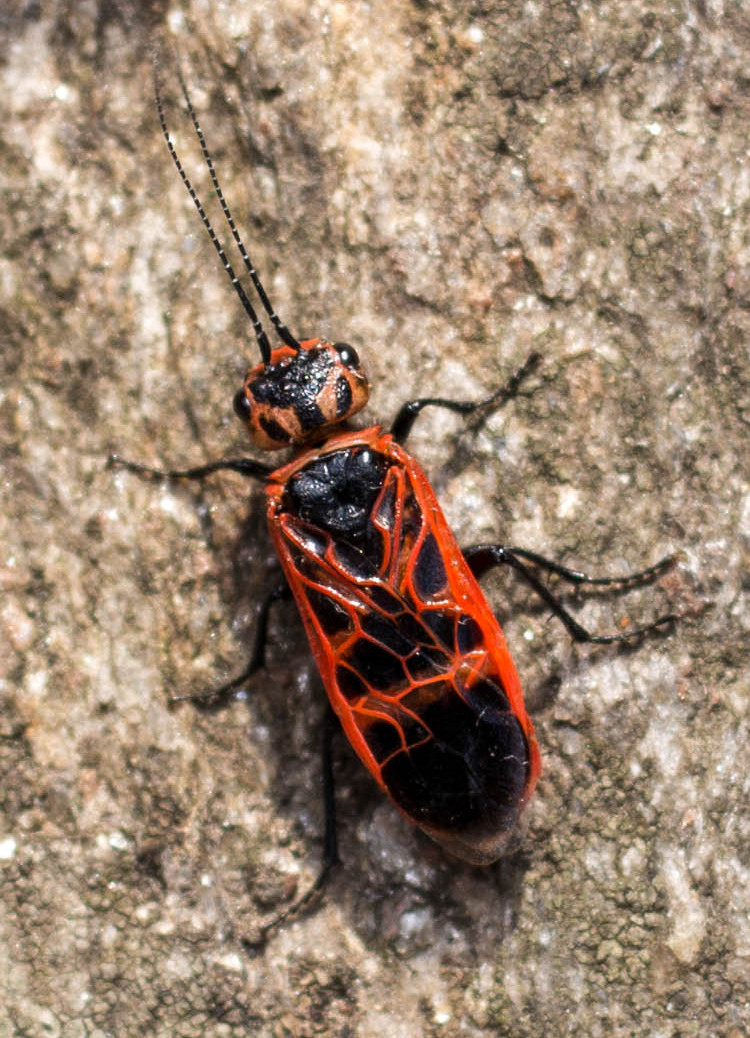
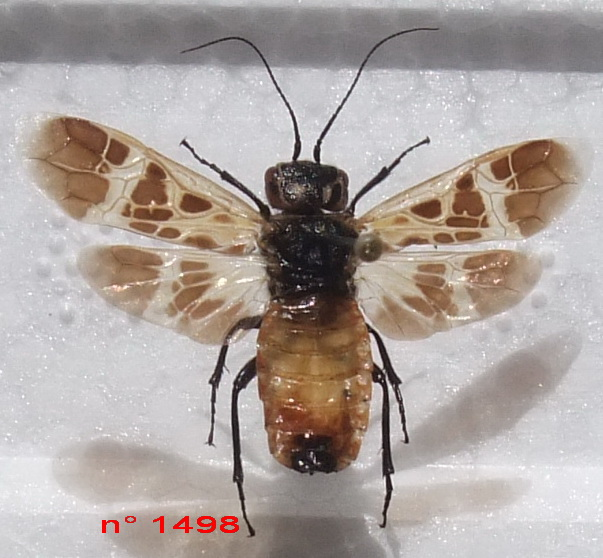